# یوهان کاسپار فوسلی
یوهان کاسپار فوسلی (زاده ۹ مارس ۱۷۴۳ و درگذشته ۴ مه ۱۷۸۶) حشره‌شناس، نقاش اهل سوئیس بود. عنکبوت دخمه‌ای تنومند بلند و شاپرک سیمین‌رگ کم‌یاب از حشراتی هستند که توسط او توصیف شدند.